# Émile Henriot (militaire)
Pour les articles homonymes, voir Émile Henriot.
 (avril 2021).
Émile Henriot, né le 3 décembre 1839 à Metz et mort le 16 septembre 1907 à Saint Nicolas d'Acy (Courteuil), est un général français de la Troisième République.

## Biographie
Marié le 22 septembre 1874 dans le 6e arrondissement de Paris avec Joséphine Léonie Moreau. Il est inhumé dans le cimetière de Saint-Léonard.

### Carrière militaire
Engagé volontaire le 29 octobre 1859, sous-lieutenant (1861), lieutenant (1867), capitaine (1870), chef de bataillon (1886) puis colonel (1890), il devient général de brigade en 1896 et commande la 79e brigade d'infanterie à Commercy (Meuse).

## Distinctions
- Le 11 juillet 1901, il est promu commandeur dans l'ordre national de la Légion d'honneur[1].